# تپه امام‌زاده
تپه امام زاده مربوط به عصر مس است و در شهرستان بیجار، بخش مرکزی، دهستان سیاه منصور، ۵۰۰ متری غرب روستای آب باریک واقع شده و این اثر در تاریخ ۱۵ دی ۱۳۸۷ با شمارهٔ ثبت ۲۴۱۶۴ به‌عنوان یکی از آثار ملی ایران به ثبت رسیده است.